# Picandon
Picandon fue un juglar occitano del siglo XIII, conocido por ser autor de lírica en gallego-portugués.

## Biografía
Juglar al servicio del trovador provenzal Sordello. Existen diversas conjeturas sobre la fecha y el lugar en el que coincidió con el trovador Johan Soarez Coelho, Vicenç Beltran sostiene que pudo producirse en la primavera de 1231 en Portugal formando parte del séquito que acompaña a Fernando III en su viaje a Sabugal, sin embargo António Resende de Oliveira defiende que se produjo en alguna corte europea, probablemente en la corte provenzal de Ramón Berenguer IV entre 1239 y 1243. Ramón Menéndez Pidal cree que Picandon pudo quedarse en la corte castellana y no acompañar a Sordello a la corte provenzal, por lo que la relación literaria se pudo producir en la corte de Fernando III.

## Obra
Se conserva una tensón conocida como ‘Vedes, Picandom, som maravilhado’ con el trovador Johan Soarez Coelho recopilado en el Cancionero de la Biblioteca Vaticana. Tiene la peculiaridad de ser la única composición de la lírica en gallego-portugués que utiliza el término ‘canción’.